# Nikola Petruželová
Nikola Petruželová (* 6. srpna 1993) je česká modelka a Supermiss pro rok 2012.

## Životopis
Nikola Petruželová pochází z Valašského Meziříčí. V letech 2008–2012 studovala obor Management a turismus na soukromé Střední škole cestovního ruchu v Rožnově pod Radhoštěm. Nyní studuje[kdy?] na Univerzitě Jana Amose Komenského v Praze.
Od svých 13 let se začala věnovat modelingu a účastnit se soutěží krásy. Zúčastnila se soutěže Dívka roku 2007 (vítězka – okresní kolo, II. vicemiss – oblastní kolo), Miss Léta 2009 (I. vicemiss). Na jaře roku 2012 se zúčastnila české národní soutěže krásy Česká Miss 2012, kde se umístila v TOP 5. Na podzim se zúčastnila soutěže krásy Supermiss 2012, kterou vyhrála.